# Съдебен процес
Съдебен процес е процедурата по разглеждане и решаване на дела от (граждански, наказателен, административен) съд.
По време на съдебния процес съдът изслушва свидетели и експерти, изучава веществените и писмените доказателства. След това протичат прения на страните, в които вземат участие засегнатите лица и организации или техни представители (адвокати). Те оповестяват мнението си по фактите, дали са установени достоверно или не и заявяват как според тях трябва да се реши делото. Съдебният процес завършва с решение по същество, но в някои случаи може да завърши и без решение, например при гражданско дело – с прекратяване на производството.
Гражданският процес има диспозитивен характер, тоест участниците в него решават самостоятелно дали да се възползват или не от правата си и кога да го направят. Обратно, наказателният процес има публичен характер поради това дори и потърпевшият да не желае привличането на обвиняемия под отговорност и да се откаже от предоставените му права по закон, органите на съдебното преследване са длъжни да предприемат всички необходими мерки за наказание на виновния, тъй като престъплението засяга не само лично потърпевшия, но е заплаха за обществото. Ако престъплението остане безнаказано, възниква заплаха от извършване на друго престъпление спрямо членовете на обществото.
За съвременните правни системи е характерен състезателен принцип в съдопроизводството, тоест съдът разрешава спора при състезание на двете страни. Състезателният принцип се противопоставя на следствената организация на съдопроизводство, при която съдът самостоятелно изнамира значимите обстоятелства по делото
|  | Тази страница частично или изцяло представлява превод на страницата „Судебный процесс“ в Уикипедия на руски. Оригиналният текст, както и този превод, са защитени от Лиценза „Криейтив Комънс – Признание – Споделяне на споделеното“, а за съдържание, създадено преди юни 2009 година – от Лиценза за свободна документация на ГНУ. Прегледайте историята на редакциите на оригиналната страница, както и на преводната страница, за да видите списъка на съавторите. ВАЖНО: Този шаблон се отнася единствено до авторските права върху съдържанието на статията. Добавянето му не отменя изискването да се посочват конкретни източници на твърденията, които да бъдат благонадеждни. |